# أريلور
أريلور (بالتاملية: அரியலூர்) هي إحدى مدن ولاية تامل نادو - إحدى ولايات الهند الواقعة بجنوب البلاد -، وأريلور هي عاصمة ضاحية أريلور، وتبعد حوالي 267 كيلومترا عن مدينة تشيناي عاصمة الولاية.